# Hayat Tedmiri
Hayat Tedmiri est une judokate marocaine.

## Carrière
Hayat Tedmiri est médaillée de bronze dans la catégorie des moins de 52 kg aux Championnats d'Afrique de judo 1990 à Alger.